# Об'єднані демократи
Об'єднані демократи (грец. Ενωμένοι Δημοκράτες, ΕΔΙ) — політична партія на Кіпрі, що дотримується ліберальної орієнтації.
Партія була заснована в 1993 колишнім президентом Кіпру Георгіосом Васіліу як «Рух вільних демократів» (грец. Κίνημα Ελευθέρων Δημοκρατών) і в 1996 перетворено в нинішню партію, об'єднавшись з групою консервативно налаштованих членів Прогресивної партії трудового народу Кіпру. В 1996 партія отримала на парламентських виборах 5,1 % голосів і 2 місця в парламенті з 56, а в 2001 тільки 2,6 % голосів і одне місце. В 2005 Георгіос Васіліу пішов у відставку, і новим головою партії став Міхаліс Папапетру, проте в 2006 партія набрала тільки 1,6 % голосів і втратила парламентське представництво , після чого в 2007 Папапетру був замінений Праксулою Антоніаді.
Хоча партія не має представництва в Європейському парламенті, член партії і дружина Георгіоса Васіліу Андроулла Васіліу з 2008 є єврокомісаром.

## Зовнішні посилання
- Офіційний сайт